# Sorbitol
Sorbitol (prema znanstv. lat. nazivu biljnoga roda: Sorbus + [alkoh]ol) ili glucitol, je šećerni alkohol kemijske formule C6H14O6, a e-broja E420. Nalazi se u mnogim vrstama voća i šumskih plodova. Komercijalno se dobiva redukcijom aldehidne skupine glukoze u hidroksilnu skupinu (elektrolitička redukcija glukoze). Upotrebljava se kao sladilo u napitcima, sirupima protiv kašlja, žvakaćim gumama i sl., te za zadržavanje vlage u pecivu i čokoladi. U kozmetičkim pripravcima sorbitol se koristi kao humektans u pastama za zube, kremama, losionima i tonicima. 
Sporo se metabolizira. Smatra se da veće doze sorbitola (više od 50g na dan) mogu izazvati ozbiljne želučane i crijevne tegobe.

Rabi se kao supstrat za mikroorganizme u mnogim biotehnološim procesima, te za biotehnološku pretvorbu u šećer sorbozu, a potom u vitamin C.

## Izbor
- Tehnički leksikon, Leksikografski zavod Miroslav Krleža; glavni urednik: Zvonimir Jakobović. Tiskanje dovršeno 21. prosinca 2007.g., Nacionalne i sveučilišne knjižnice u Zagrebu pod brojem 653717. ISBN 978-953-268-004-1, str. 814.